# Laurence Sterne

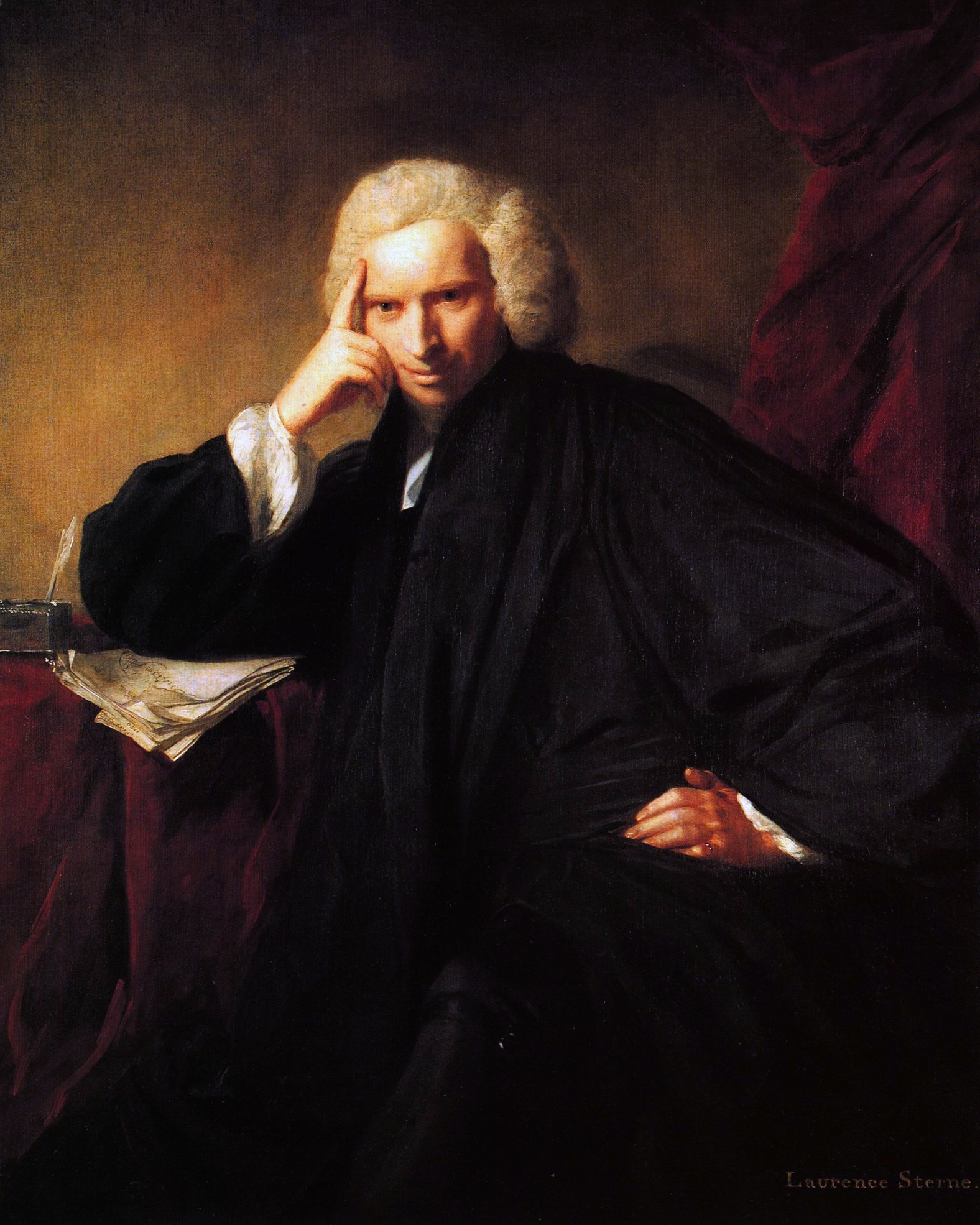
Laurence Sterne, Gemälde von Joshua Reynolds, 1760

Laurence Sterne [stɜːɹn] (* 24. November 1713 in Clonmel, Königreich Irland; † 18. März 1768 in London) war ein englisch-irischer Schriftsteller in der Zeit der Aufklärung und Vicar (Pfarrer) der Anglikanischen Kirche.

## Leben und Tod

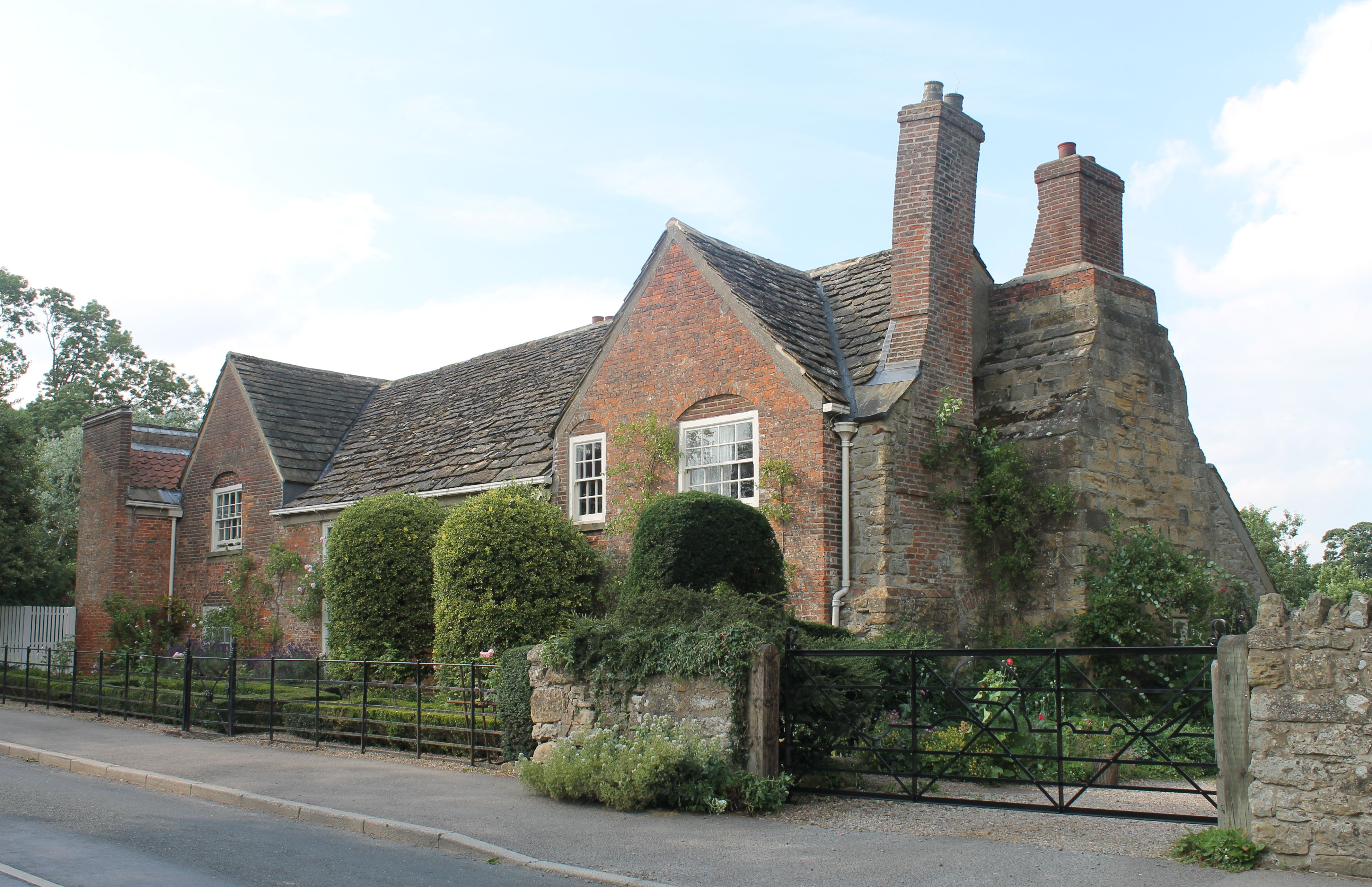
Shandy Hall, das Haus von Sterne in Coxwold, North Yorkshire

Sternes Vater Roger war Fähnrich in der englischen Armee, seine Mutter Agnes war die Tochter eines Marketenders. Die Familie hatte über zehn Jahre den ständig wechselnden Stationierungen des väterlichen Regiments zu folgen. Als Sterne achtzehn Jahre alt war, starb sein Vater. Ein Onkel kümmerte sich um den jungen Mann. Sterne studierte Theologie am Jesus College der Universität Cambridge und bekam 1738 eine Pfarrstelle in Sutton-on-the-Forest nahe York. Auf dem College hatte er einen ersten Blutsturz erlitten. 1741 heiratete er Elizabeth Lumley, zwei Jahre später kam eine Pfründe bei der Kathedrale von York hinzu. Bis 1760 scheint sein Leben in Sutton recht gemächlich verlaufen zu sein. Allerdings wird von Schwierigkeiten mit dem instabilen Gemütszustand seiner Gattin berichtet.
Als er jedoch 1759 mit den ersten beiden Bänden des Romans Leben und Ansichten von Tristram Shandy, Gentleman in York einen Skandal ausgelöst und in London Aufsehen erregt hatte, siedelte er 1760 nach London über. Ein Nachbar, Lord Fauconberg, besorgte ihm in Coxwold eine weitere Pfarre; von nun an pendelte er zwischen London und Shandy Hall in Coxwold. Nachdem er vier weitere Bände verfasst hatte, ging er – nach einem weiteren Blutsturz – für zweieinhalb Jahre nach Frankreich. Seine Frau, die ihm gefolgt war, ließ sich dort nieder; Sterne kehrte allein zurück. Im Sommer 1765 unternahm er eine Reise, die ihn bis nach Neapel führte. 1767 begann er eine Affäre mit Eliza Draper (1744–1778), die mit einem Offizier der East India Company verheiratet war.
Im Januar 1762 reiste Sterne auf den europäischen Kontinent. Er wurde begleitet von George Pitt, 1. Baron Rivers. Beide erreichten Paris und wohnten in Faubourg Saint-Germain.
Man besuchte verschiedene Salons und Soirées und so lernte er den Enzyklopädisten und französischen Aufklärer Baron Paul Henri Thiry d’Holbach kennen. Auch mit Denis Diderot schloss er Freundschaft. D’Holbach wohnte in Paris zu diesem Zeitpunkt (ab 1759) in einem fünfstöckigen Palais in der №. 8 Rue Royale Saint Roch (heute Rue des Moulins).

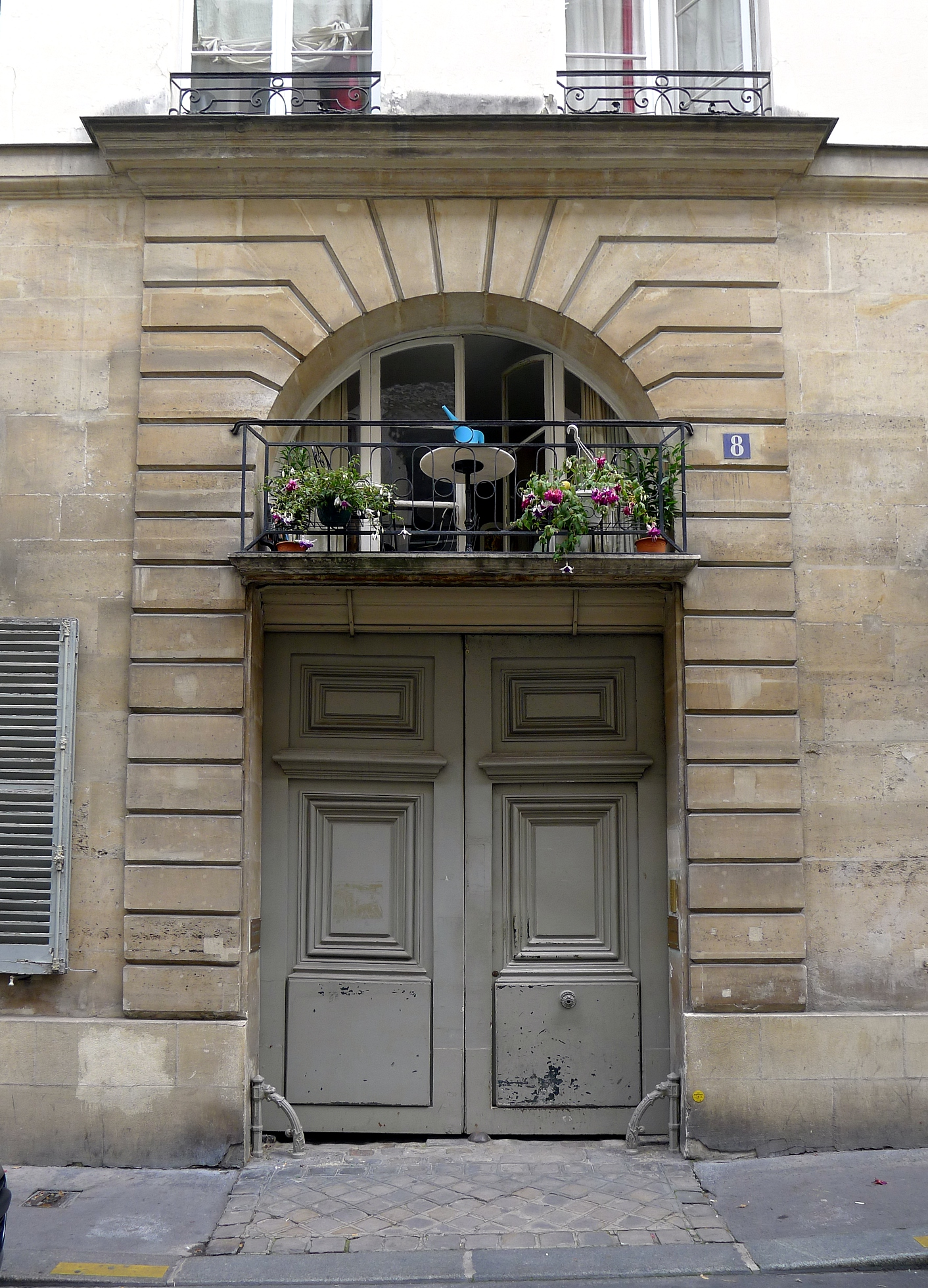
Eingangsbereich №. 8 Rue Royale Saint Roch (heute Rue des Moulins)

Sterne traf sich mit seiner Ehefrau und Kind später in Toulouse und reiste dann allein im März 1764 nach Paris zurück, hier logierte er bis Mai im Hôtel d’Entraigues (12, rue de Tournon im 6. Arrondissement).
Nachdem 1767 der neunte (letzte) Band des Tristram erschienen war, wandte Sterne sich einem weiteren Projekt zu: der Empfindsamen Reise. Jedoch starb Sterne nur drei Monate nach Erscheinen der beiden ersten Bände im März 1768 in London an Tuberkulose. Er wurde auf dem Friedhof der Kirche St George’s im Londoner Stadtteil Mayfair begraben.
Später verbreitete sich das Gerücht, Leichendiebe hätten Sternes Leichnam kurz nach der Beerdigung gestohlen und an die Anatomie in Cambridge verkauft. Der Leichnam sei jedoch von einem Bekannten wiedererkannt und in der Nähe der ursprünglichen Begräbnisstätte abermals begraben worden. Ein Jahr später errichteten einige Freimaurer einen Gedenkstein mit einer Inschrift, deren Inhalt 1893 auf einem zweiten Grabstein korrigiert wurde. Bei der Umgestaltung des Friedhofs im Jahre 1969 fanden sich unter 11.500 ausgegrabenen Schädeln einige mit Schnitten aufgrund einer Obduktion. Ein Exemplar entsprach größenmäßig einer Büste des Bildhauers Joseph Nollekens (1737–1823) und wurde – mit einem gewissen Zweifel – als Sternes Schädel identifiziert. Zusammen mit beinahe skelettartigen Knochen wurden diese Überreste 1969 durch den Laurence Sterne Trust 1969 auf den Friedhof von Coxwold überführt.
Auf die Umstände der erneuten Bestattung von Sternes Schädel wird in einem Roman von Malcolm Bradbury hingewiesen.

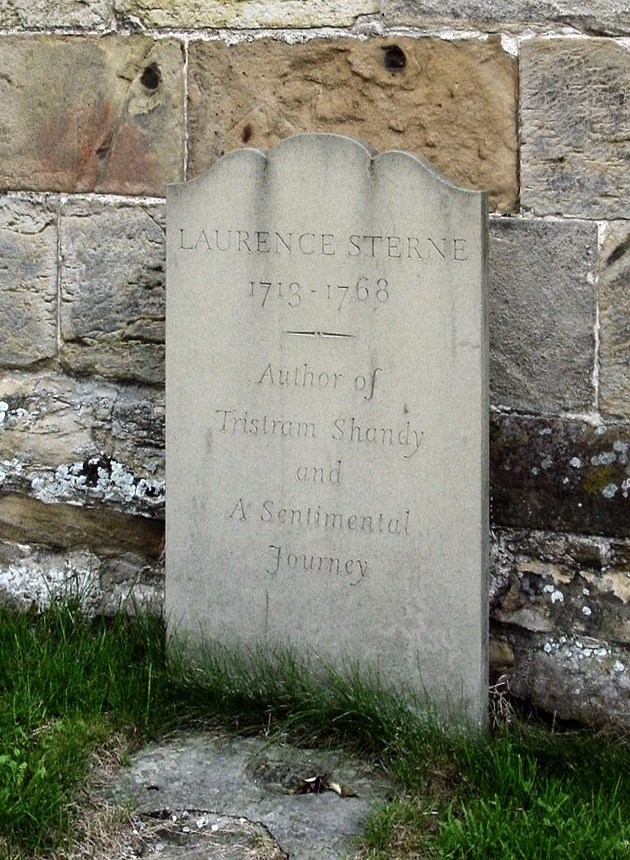
Sternes Grab in Coxwold (seit 1969)

## Werk

### Das Hauptwerk

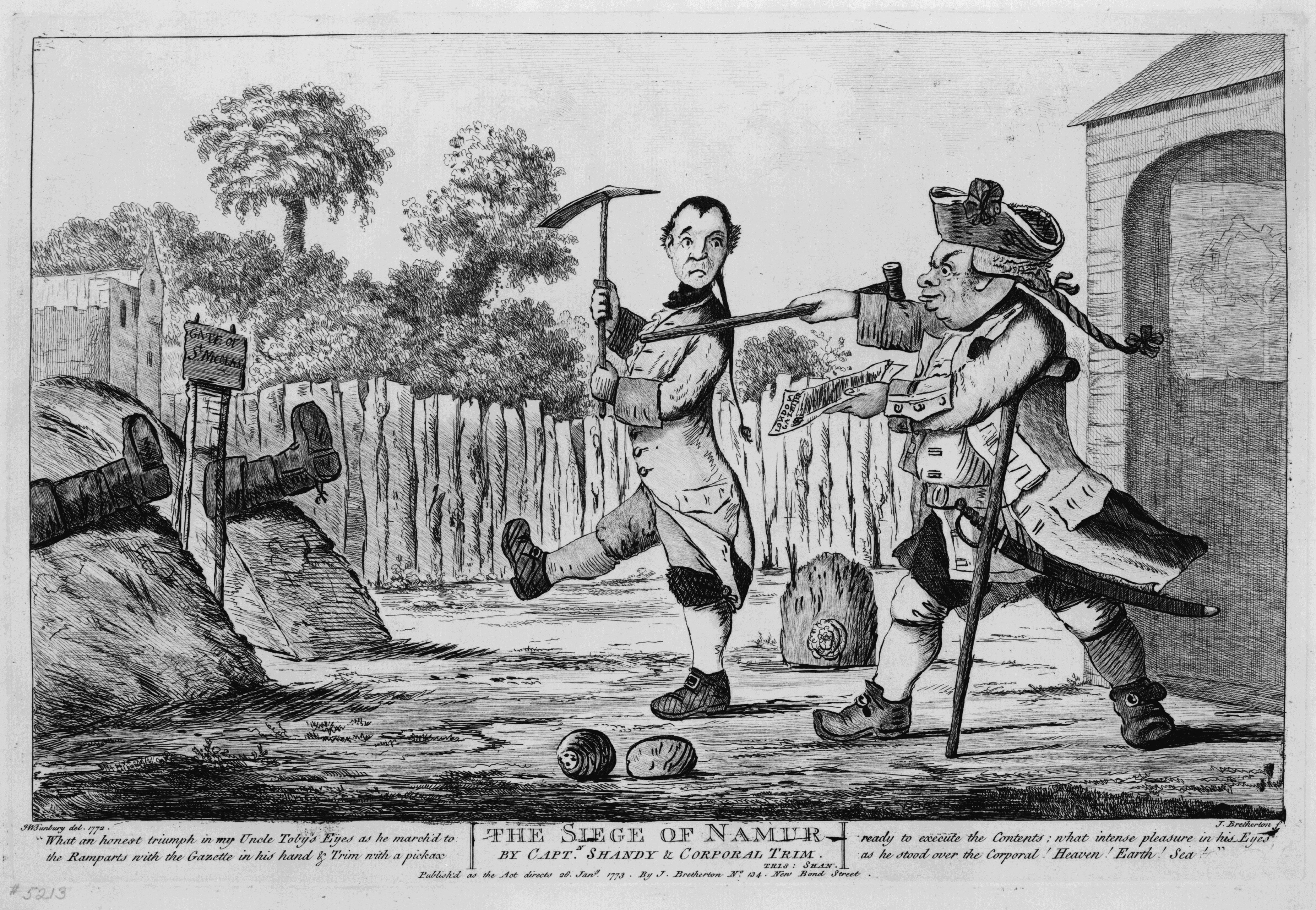
Stich von Henry William Bunbury. Veröffentlicht am 26. Januar 1773 von J. Bretherton, London. Teil einer Serie von Illustrationen zu Sternes Tristram Shandy.

1759 hatte Sterne – im Zusammenhang mit einer Auseinandersetzung in York – eine Satire im Stil Swifts geschrieben, die von empörten Klerikern verbrannt wurde. Seine Chancen, im geistlichen Amt weiter Karriere zu machen, waren damit zunichte, jedoch erkannte Sterne sein Talent als Schriftsteller.
Sein Hauptwerk ist der Roman The Life and Opinions of Tristram Shandy, Gentleman (Leben und Ansichten von Tristram Shandy, Gentleman), dessen beide ersten Bände – trotz negativer Kritiken von Samuel Johnson und Horace Walpole – ihn bereits sehr populär machten. Die weiteren sieben Bände erschienen zwischen 1761 und 1767. Die Neuheit und Eigentümlichkeit seines Stils erregte allgemeines Aufsehen; er wurde der „verzogene Liebling“ der feinen Gesellschaft Londons. Die erste deutsche Ausgabe des Tristram Shandy erschien in der Übersetzung und im Verlag von Johann Joachim Christoph Bode bereits 1774 in Hamburg und markiert den Beginn der Rezeption durch die maßgeblichen deutschsprachigen Autoren der Zeit; so gehörte unter anderen Johann Wolfgang von Goethe zu den Subskribenten dieser Ausgabe.
Tristram Shandy ist ein Roman, der aus einer Reihe von Skizzen besteht und teils unter der Maske des Yorick, eines Geistlichen und Humoristen, teils unter derjenigen des fantastischen Tristram vorgetragen wird. Das Ganze ist, ähnlich wie bei Jean Paul, mit wunderlicher Gelehrsamkeit verquickt, mehr ein buntes Durcheinander als ein planvolles Kunstwerk. Zitat aus dem VI. Buch, 17. Kapitel: „Somit schreibe ich […] ein sorglos gemachtes, artiges, unsinnvolles, gutgelauntes Shandysches Buch, das allen Ihren Herzen guttun wird. – Und auch allen Ihren Köpfen – vorausgesetzt, Sie verstehen es.“ Das Lesen wird zu einem Akt des Entdeckens, Enträtselns und phantasievollen Ergänzens. Der Leser muss bei Sterne in die Rolle eines Mitverfassers schlüpfen.
Tristram will die Geschichte seines Lebens erzählen und beginnt mit dem Bericht seiner Zeugung. Eine harmlose Bemerkung seiner Mutter stört seinen Vater, und der arme Tristram wird als Krüppel geboren. Um den Kausalzusammenhang zu erklären, muss erst John Lockes Theorie von der Assoziation der Gedanken dargelegt werden. Was wiederum zum Ehekontrakt seiner Eltern führt, weiter zu seinem Onkel Toby und dessen Steckenpferd, zur Hebamme und dem beschränkten Dr. Slop. So kann er von seiner eigenen Geburt erst im dritten Band berichten. Dem Erzähler dämmert, dass die Erzählung seines Lebens mehr Zeit in Anspruch nimmt als sein Leben selbst. Schließlich wendet er sich der heiteren Geschichte von Onkel Tobys Liebesabenteuern mit der Witwe Wadman zu. Sterne beschrieb liebevoll, wie die – von Missverständnissen ausgelöste – Distanz zwischen den Menschen mit Zuneigung überwunden werden kann.
Wer den Roman zum ersten Mal liest, mag sich gefoppt fühlen: Es ist kaum die Rede vom „Leben“, auch nicht von den „Ansichten“ des Erzählers. Die zeitliche Abfolge ist auf den Kopf gestellt (das Ende des Romans liegt vor seinem Anfang), das Ganze scheinbar ein Vexierbild eines spleenigen Autors. Der Roman ist jedoch auch aus heutiger Sicht ein kühnes Formexperiment, kombiniert mit subtiler Menschenkenntnis.

### Weitere Schriften
Nachdem Eliza Draper zu ihrem Gatten nach Bombay abgereist war, begann Sterne A Sentimental Journey Through France and Italy, erlitt jedoch während der Arbeit an diesem Buch einen – letzten – Zusammenbruch. Der geistvolle, scharf beobachtende, tief empfindende Reisende, hinter dessen leicht hingeworfenen Liebesabenteuern man kaum einen Geistlichen vermutet, ist eines der frischesten und unvergänglichsten Charakterbilder des 18. Jahrhunderts. Während Sentimental Journey in England überwiegend als witzige Moralkomödie aufgenommen wurde, betonten viele Übersetzungen die sentimentale Seite des Buchs, was mit dazu führte, dass Sterne in den folgenden Jahrzehnten als „Hohepriester des Gefühlskultes“ missverstanden wurde.
Außer den genannten Romanen erschienen von Sterne mehrere Bände Predigten (Sermons, 1760 ff.), die nicht weniger den Humoristen verraten, sowie nach seinem Tod Letters to his most intimate friends (1775, 3 Bände) und sein Briefwechsel mit Elisa [Draper] (1767).

## Rezeption
Ein Bewunderer Sternes war Friedrich Nietzsche, der dessen Werk in Vermischte Meinungen und Sprüche im Jahr 1879 ausführlich charakterisierte:

„Der freieste Schriftsteller. – Wie dürfte in einem Buche für freie Geister Lorenz Sterne ungenannt bleiben, er, den Goethe als den freiesten Geist seines Jahrhunderts geehrt hat! Möge er hier mit der Ehre fürlieb nehmen, der freieste Schriftsteller aller Zeiten genannt zu werden, in Vergleich mit welchem alle Andern steif, vierschrötig, unduldsam und bäurisch-geradezu erscheinen. An ihm dürfte nicht die geschlossene, klare, sondern die „unendliche Melodie“ gerühmt werden: wenn mit diesem Worte ein Stil der Kunst zu einem Namen kommt, bei dem die bestimmte Form fortwährend gebrochen, verschoben, in das Unbestimmte zurückübersetzt wird, so dass sie das Eine und zugleich das Andere bedeutet. Sterne ist der grosse Meister der Zweideutigkeit, – diess Wort billigerweise viel weiter genommen als man gemeinhin thut, wenn man dabei an geschlechtliche Beziehungen denkt. Der Leser ist verloren zu geben, der jederzeit genau wissen will, was Sterne eigentlich über eine Sache denkt, ob er bei ihr ein ernsthaftes oder ein lächelndes Gesicht macht: denn er versteht sich auf Beides in Einer Faltung seines Gesichtes; er versteht es ebenfalls und will es sogar, zugleich Recht und Unrecht zu haben, den Tiefsinn und die Posse zu verknäueln.“

Victor Klemperer sieht in de Maistres Werk Nächtliche Entdeckungsreise um mein Zimmer, das er zugleich als literarisch bedeutungslos einstuft, im Wesentlichen ein Zitat von Sternes Roman Eine empfindsame Reise durch Frankreich und Italien von Mr. Yorick.

## Ausgaben
- Tristram Schandis Leben und Meynungen. Übersetzung von J. J. C. Bode, 9 Bände. Bode, Hamburg 1774 (Bde. 1,2 – Internet Archive, Bde. 3,4 – Internet Archive, Bde. 5,6 – Internet Archive Bde. 7-9).
- Leben und Meinungen des Herrn Tristram Shandy. Bearbeitet von Bruno Wolfgang. Carl Stephenson Verlag, Berlin o. J.
- Leben und Ansichten von Tristram Shandy, Gentleman. Übersetzung von Michael Walter, 9 Bände. Haffmans, Zürich 1983–1991.
- Leben und Meinungen von Tristram Shandy, Gentleman. Mit einem Essay von Norbert Kohl, durchgesehen und revidiert von Hans J. Schütz. Insel, Frankfurt, ISBN 3-458-32321-X.
- Leben und Ansichten von Tristram Shandy, Gentleman. Übers., Hrsg. Michael Walter. Eichborn, Berlin 2006, ISBN 3-8218-0733-4.[6]
- Tristram Shandy. 4 Audio-CDs (englisch), Naxos Audiobooks, 1997, ISBN 962-634-121-1.
- Leben und Ansichten von Tristram Shandy, Gentleman. 22 Audio-CDs, Übersetzung Michael Walter, Stimme Harry Rowohlt. Kein & Aber Records, Zürich 2006, ISBN 3-0369-1174-X.
- Eine empfindsame Reise durch Frankreich und Italien. Übersetzung Siegfried Schmitz. Winkler, München 1963 u.ö., ISBN 3-538-05193-3, wieder mehrfach Wissenschaftliche Buchgesellschaft WBG, Darmstadt.
- Yoricks Reise des Herzens durch Frankreich und Italien. Übersetzung Helmut Findeisen, Neuauflage der Ausgabe von 1956 des Dieterich Verlags, Insel, Frankfurt 1977, ISBN 3-458-31977-8.
- Yoricks empfindsame Reise durch Frankreich und Italien: nebst einer Fortsetzung von Freundeshand. Übersetzung Johann Joachim Christoph Bode, Die Andere Bibliothek, Greno, Nördlingen 1986, ISBN 978-3-921568-78-1.
- Eine empfindsame Reise durch Frankreich und Italien von Mr. Yorick. Übersetzung Michael Walter, Nachwort Wolfgang Hörner, Galiani Verlag, Berlin 2010, ISBN 978-3-86971-014-3.[7]
- Versuch über die Menschliche Natur in Herrn Yorick’s, Verfasser des Tristram Shandy, Reisen durch Franckreich und Italien. Aus dem Englischen. Braunschweig : Fürstl. Waisenhausbuchhandlung 1769 Digitale Bibliothek Elbing